# Leptothorax albispinus
Leptothorax albispinus är en myrart som först beskrevs av Wheeler 1908.  Leptothorax albispinus ingår i släktet smalmyror, och familjen myror. Inga underarter finns listade i Catalogue of Life.